# Jassim Mazouz
Jassim Mazouz (13 september 2003) is een Belgisch voetballer die sinds 2024 uitkomt voor KAA Gent.

## Carrière
Mazouz genoot zijn jeugdopleiding bij onder andere KV Kortrijk. In het seizoen 2021/22 stroomde hij door naar het eerste elftal van KSC Dikkelvenne, waar zijn vier jaar oudere broer Nasseredine toen ook speelde. Mazouz speelde met Dikkelvenne drie seizoenen in de Tweede afdeling. In het seizoen 2023/24 was hij er goed voor twintig competitiegoals, één meer dan spitsbroeder Dennis Van Vaerenbergh.
Op 4 april 2024 kondigde KAA Gent aan dat het Mazouz had vastgelegd tot 2026 voor Jong KAA Gent, het beloftenelftal van de club dat toen nog uitkwam in Eerste nationale. Mazouz was in zijn debuutseizoen voor Jong Gent goed voor negen competitiegoals. Op 5 april 2025 scoorde hij het enige doelpunt in de wedstrijd tegen Oud-Heverlee Leuven U23 scoorde en Jong Gent zo naar de titel in Eerste nationale leidde.
Op 8 augustus 2025 maakte Mazouz in het shirt van Jong Gent zijn profdebuut: op de openingsspeeldag van de Challenger Pro League liet trainer Thomas Matton hem starten tegen Olympic Club Charleroi.
2 Kotto ·
3 Brown ·
4 Watanabe ·
5 Lopes ·
6 Gandelman ·
8 Gerkens ·
9 Guðjohnsen ·
10 Omgba ·
11 Sonko ·
12 Gambor ·
13 Mitrović ·
14 Vanzeir‎ ·
15 Ito ·
16 Delorge ·
17 Hjulsager ·
18 Samoise ·
19 Surdez ·
20 Araújo ·
21 Dean ·
22 Fadiga ·
23 Torunarigha ·
24 Kums  ·
26 Fortin ·
27 De Vlieger ·
29 Varela ·
30 De Schrevel ·
32 Vandenberghe ·
33 Roef ·
35 De Meyer ·
45 Goore ·
Coach: Milićević
· Assistent-coach: Van Dessel